# Rebeca Rambal
Rebeca Rambal (ur. 8 maja 1961 w Meksyku) – meksykańska aktorka filmowa i głosowa.

## Wybrana filmografia

### Telenowele
- 2012–2013: Qué bonito amor
- 2002: Te amaré en silencio
- 1986: Cicatrices del alma jako Lucila
- 1985: Esperándote jako Margarita Moreno
- 1985: Los años pasan
- 1984: Los años felices
- 1984: Guadalupe jako Elvira Fuentes
- 1984: Principessa jako Marina
- 1983: Mañana es primavera jako Adriana
- 1981: Nosotras las mujeres jako Marcela
- 1981: El hogar que yo robé
- 1968: Cynthia
- 1967: Deborah

### Dubbing
- Dzwonnik z Notre Dame (film 1996) jako Esmeralda (dubbing latynoamerykański bez partii śpiewanych)[1][2]
- Kto wrobił królika Rogera? jako Jessica Rabbit[3] (dubbing latynoamerykański)

## Nagrody

### Premios TVyNovelas
| Rok  | Kategoria              | Telenowela | Wynik   |
| ---- | ---------------------- | ---------- | ------- |
| 1985 | Najlepsza antagonistka | Guadalupe  | Wygrana |